# Herwig Aldenhoven
Herwig Günter Otto Aldenhoven (* 7. September 1933 in Wien; † 29. Oktober 2002 in Bern) war ein österreichischer altkatholischer Theologe und Professor an der damaligen Christkatholisch-theologischen Fakultät der Universität Bern.

## Leben
Aldenhoven wuchs als Einzelkind auf und besuchte in Wien das humanistische Gymnasium. 1951 begann er sein Theologiestudium an der Evangelisch-theologischen Fakultät in Wien, wechselte aber bereits ein Jahr später an die Christkatholisch-theologische Fakultät in Bern. 1956 kehrte er nach Wien zurück und empfing von Bischof Stefan Török die Diakonatsweihe. Bereits 1958 folgte er aber dem Ruf in die Schweiz, wo er nach Bestehen des Staatsexamens am 10. Januar 1959 von Bischof Urs Küry zum Priester geweiht und Pfarrer in der christkatholischen Kirchgemeinde Obermumpf-Wallbach wurde.
Da sich an der Universität Bern die Emeritierung der Professoren Urs Küry und Albert Emil Rüthy abzeichnete, erarbeitete Aldenhoven eine Dissertation und wurde im Februar 1971 zum Doktor der Theologie promoviert. Von 1971 bis 2000 lehrte er 57 Semester lang Systematische Theologie und Liturgiewissenschaft, zunächst als ausserordentlicher Professor, ab 1974 als ordentlicher Professor. In seiner Amtszeit war er 37 Semester lang ununterbrochen Dekan der Christkatholisch-theologischen Fakultät. Für vier Jahre war er auch Mitglied im Synodalrat der Christkatholischen Kirche der Schweiz.
Legendär sind Aldenhovens Sprachkenntnisse, um die sich verschiedene Anekdoten ranken. Gesichert ist, dass er neben verschiedenen westeuropäischen Sprachen und den gängigen antiken Sprachen (Latein, Altgriechisch, biblisches Hebräisch) auch mehrere slawische Sprachen beherrschte (mindestens Russisch, Serbisch und Polnisch), ausserdem Neugriechisch, Arabisch, Georgisch, Japanisch, Mongolisch und Tibetisch.
Aldenhoven verstarb 2002 nach einem heftigen Asthmaanfall und einigen Tagen im Koma im Inselspital Bern.

## Theologische Anliegen
Obwohl sein publiziertes Werk nicht besonders gross ist, prägte er durch seine Lehr- und Vortragstätigkeit eine ganze Generation christkatholischer Theologinnen und Theologen, Pfarrerinnen und Pfarrer. Durch seine Mitarbeit in liturgischen Kommissionen hatte er massgeblichen Einfluss auf die liturgische Erneuerung in der Christkatholischen Kirche der Schweiz und generell in den altkatholischen Kirchen der Utrechter Union. Als Mitglieder der Kommission für den orthodox-altkatholischen Dialog und als Berater der Bischofskonferenz in zahlreichen theologischen Fragen prägte er mit seinem theologischen Denken den Altkatholizismus weit über die Schweizer Grenzen hinaus.
Als systematischer Theologe beschäftigte sich Aldenhoven vor allem mit Fragen der Ekklesiologie und der Trinitätstheologie, insbesondere mit dem Filioque. Er durchdachte seine Theologie konsequent im Rückgriff auf die Patristik und rezipierte dabei orthodoxe Theologie, insbesondere von Autoren wie Georg Florovsky, Vladimir Lossky, Paul Evdokimov, bei den Griechen Ioannis Karmiris, Nikos Nissiotis und Ioannis Zizioulas, bei den Rumänen Dumitru Stăniloae. Aldenhoven war 1975–1987 an allen sieben Sitzungen der gemischten theologischen Kommission für den orthodox-altkatholischen Dialog dabei und hat für die Publikation der Dialogtexte eine Einführung geschrieben.
In der Liturgiewissenschaft befasste sich Aldenhoven intensiv mit der Struktur des Eucharistiegebets, worüber er 1971 unter dem Titel Darbringung und Epiklese im Eucharistiegebet in Bern promovierte. Die Ergebnisse dieser Forschungsarbeiten flossen in die Liturgierevision der Christkatholischen Kirche der Schweiz ein.

## Werke
Die wichtigsten Arbeiten wurden posthum wiederveröffentlicht in:
- Herwig Aldenhoven: Lex orandi - lex credendi. Beiträge zur liturgischen und systematischen Theologie in altkatholischer Tradition. Herausgegeben von Urs von Arx (in Verbindung mit Georgiana Huian und Peter-Ben Smit). Aschendorff Verlag, Münster 2021, ISBN 978-3-402-12263-1.

Wichtige Einzeltitel:
- [Reaktion zum II. Vatikanischen Konzil]. In: Una Sancta. Band 21, 1966, S. 207–208.
- Orthodoxes und altkatholisches Kirchenverständnis. In: Internationale Kirchliche Zeitschrift. Band 64, 4, Beih, 1974, S. 41–55.
- Das ekklesiologische Selbstverständnis der Altkatholischen Kirchen. In: Österreichisches Archiv für Kirchenrecht. Band 31, Nr. 4, 1980, S. 401–430.
- Die spirituell-theologischen Konsequenzen der Struktur des Eucharistiegebetes. In: Internationale Kirchliche Zeitschrift. Band 70, Nr. 3, 1980, S. 212–225.
- Das Filioque aus altkatholischer Sicht. In: Centre orthodoxe du Patriarcat oecuménique Chambésy-Genève (Hrsg.): La signification et l'actualite du IIe concile oecumeniqué pour le monde chrétien d'aujourd'hui (= Les études théologiques de Chambésy). Band 2. Editions du Centre Orthodoxe du Patriarcat Oecuménique, Chambésy 1982, S. 229–308.
- Das Konzil von Basel in altkatholischer Sicht. In: Theologische Zeitschrift. Band 38, Nr. 5, 1982, S. 359–366.
- Die Unterscheidung zwischen einer erkennbar-zugänglichen und einer unerkennbar-unzugänglichen Seite in Gott und die Trinitätslehre: Zur Auseinandersetzung westlicher Theologie mit der ostkirchlichen Lehre von den ungeschaffenen Energien Gottes. In: Internationale Kirchliche Zeitschrift. Band 72, Nr. 3, 1982, S. 214–232.
- Einheit und Verschiedenheit von Bischofs- und Priesteramt im Licht eines trinitarischen Kirchenverständnisses. In: Internationale Kirchliche Zeitschrift. Band 72, Nr. 2, 1982, S. 145–151.
- Einladung zur Eucharistie - Eucharistiegemeinschaft - Kirchengemeinschaft. In: Internationale Kirchliche Zeitschrift. Band 77, Nr. 4, 1987, S. 257.
- Charakter, Bedeutung und Ziel der Dialogtexte. In: Internationale Kirchliche Zeitschrift. Band 79, Nr. 1, 1989, S. 31.
- Eduard Herzog (1841-1924). In: Internationale Kirchliche Zeitschrift. Band 81, Nr. 3, 1991, S. 142–148.
- Theologisches Seminar zur 100-Jahr-Feier der Aufnahme des offiziellen Theologischen Gesprächs zwischen der Russischen Orthodoxen Kirche und den altkatholischen Kirchen - Moskau, Juli 1996: Bericht. In: Internationale Kirchliche Zeitschrift. Band 87, Nr. 3, 1997, S. 129–131.
- Zusammenarbeit zwischen den Altkatholischen Kirchen und der Russischen Orthodoxen Kirche auf der Grundlage der Arbeit der Petersburger und der Rotterdamer Kommission und der weiteren altkatholisch-orthodoxen Gespräche. In: Internationale Kirchliche Zeitschrift. Band 87, Nr. 3, 1997, S. 132–140.
- Der Vorsitz bei der Eucharistie im Kontext der Bildtheologie: Fragen zur ekklesialen Christusrepräsentation durch das Priestertum. In: Internationale Kirchliche Zeitschrift. Band 88, Nr. 2, 1998, S. 301–311.
- Könnte das römische Dokument über den Ausgang des Heiligen Geistes zum Anlaß einer allgemeinen ökumenischen Klärung werden?: Das römische Dokument in altkatholischer Sicht. In: Orthodoxes Forum. Band 13, Nr. 1, 1999, S. 47–55.
- Gottesdienstliche Erneuerung in der Christkatholischen Kirche der Schweiz im 20. Jahrhundert: Die Revision der liturgischen Bücher. In: Bruno Bürki, Martin Klöckener, Arnaud Join-Lambert (Hrsg.): Liturgie in Bewegung: Beiträge zum Kolloquium Gottesdienstliche Erneuerung in den Schweizer Kirchen im 20. Jahrhundert, 1. – 3. März 1999 an der Universität Freiburg/Schweiz = Liturgie en mouvement. Univ.-Verl., Freiburg, Schweiz 2000, ISBN 3-7278-1301-6, S. 295–309.
- Trinitarische Analogien und Ortskirchenekklesiologie. In: Internationale Kirchliche Zeitschrift. Band 92, Nr. 2, 2002, S. 65–75.